# Heille
Heille est un hameau appartenant à la commune néerlandaise de L'Écluse, situé dans la province de la Zélande.
Heille fut une commune indépendante jusqu'en 1880 ; en cette année, la commune a été rattachée à celle (petite encore) de L'Écluse.

## Histoire
Dès le XIIIe siècle, Heille était un ambacht dans le Franc de Bruges, qui couvrait également une partie de la Belgique actuelle, mais cela a pris fin en 1664, lorsque la frontière entre le nord et le sud des Pays-Bas a été définitivement établie.
À partir de 1797, Heille était une municipalité indépendante, mais en 1880, elle a été fusionnée à la municipalité de L'Écluse, après quoi d'autres réorganisations ont suivi.
La partie néerlandaise de Heille se compose traditionnellement de deux hameaux, à savoir Oud-Heille et Nieuw-Heille, qui étaient séparés par le Stierskreek. Nieuw-Heille est aussi appelée 'De Ronduit', d'après le mot 'redoute', une petite fortification qui s'y trouvait autrefois.